# Gerhard Hunsmann
Gerhard Hunsmann (* 7. April 1943 in Marl) ist ein deutscher Mediziner und Virologe, ehemaliger wissenschaftlicher Leiter des Deutschen Primatenzentrums (DPZ) in Göttingen. Er ist als Aidsforscher bekannt.
Hunsmann studierte Medizin an der Universität Würzburg, an der er 1972 promoviert wurde. Er war am Max-Planck-Institut für Virusforschung in Tübingen und ab 1969 am Max-Planck-Institut für Immunbiologie in Freiburg im Breisgau als Leiter der Arbeitsgruppe für Tumorvirologie. Er habilitierte sich in Freiburg und war danach am Institut für Immunbiologie der Albert-Ludwigs-Universität Freiburg. In dieser Zeit befasste er sich mit Retroviren bei Säugetieren, Leukämie-Viren und Immundefizienz-Viren beim Menschen. 1983 wurde er Leiter der Abteilung Virologie und Immunologie am DPZ in Göttingen und außerdem 1988 Professor an der MHH in Hannover. 1996 bis 2001 war er Wissenschaftlicher Geschäftsführer des DPZ. Ab 2002 war er außerdem Leiter des Instituts für Virologie der Medizinischen Fakultät der Universität Göttingen.
Er befasste sich insbesondere mit Immundefizienzviren (HIV und SIV) (von der Pathogenese über Diagnostik bis Therapie und Prävention), Herpesviren und Prionen (BSE, CWD), davor auch mit Retroviren, Hepatitis-Viren. Hunsmann galt schon in den 1980er Jahren als einer der führenden Aidsforscher in der Bundesrepublik.
Zu seinen über 50 Doktoranden gehört Frank Kirchhoff.